# Episodi de Le avventure di Piggley Winks
Gli episodi de Le avventure di Piggley Winks sono stati trasmessi originariamente negli Stati Uniti d'America da PBS Kids dal 7 settembre 2003 al 24 gennaio 2007 e in Italia su Italia 1 dal 10 settembre al 20 novembre 2007.

## Episodi

### 2003–2004: 1ª stagione
| Numero dell'episodio nella stagione | Numero dell'episodio nella serie | Titolo originale dell'episodio          | Titolo italiano dell'episodio      | Prima TV originale dell'episodio | Prima TV italiana dell'episodio |
| ----------------------------------- | -------------------------------- | --------------------------------------- | ---------------------------------- | -------------------------------- | ------------------------------- |
| 1                                   | 1                                | Pie Filling                             | Un gran bel pasticcio              | 7 settembre 2003                 | 10 settembre 2007               |
| 2                                   | 2                                | Salmon of Knowledge                     | Il salmone della conoscenza        | 14 settembre 2003                | 11 settembre 2007               |
| 3                                   | 3                                | Ferny is a Bug                          | Giocando a nascondino              | 21 settembre 2003                | 12 settembre 2007               |
| 4                                   | 4                                | The Case of Big Sty                     | Piggley Winks, asso delle indagini | 28 settembre 2003                | 13 settembre 2007               |
| 5                                   | 5                                | All Night Long                          | A pesca con papà                   | 12 ottobre 2003                  | 14 settembre 2007               |
| 6                                   | 6                                | Picture Perfect                         | Una foto perfetta                  | 19 ottobre 2003                  | 17 settembre 2007               |
| 7                                   | 7                                | Teacher Creature                        | Il vecchio castigamatti            | 2 novembre 2003                  | 18 settembre 2007               |
| 8                                   | 8                                | Molly's Dolly                           | La bambola di Molly                | 9 novembre 2003                  | 19 settembre 2007               |
| 9                                   | 9                                | Song of the Banshee                     | Il fantasma della fattoria         | 16 novembre 2003                 | 20 settembre 2007               |
| 10                                  | 10                               | Our Dragon's Egg                        | L'uovo di drago                    | 21 dicembre 2003                 | 21 settembre 2007               |
| 11                                  | 11                               | The Cat Came Back                       | La ricompensa                      | 28 dicembre 2003                 | 24 settembre 2007               |
| 12                                  | 12                               | Good Neighbour                          | Lo scienziato pazzo                | 4 gennaio 2004                   | 25 settembre 2007               |
| 13                                  | 13                               | Rock Around the Cluck                   | Rock'n'roll, che passione          | 22 febbraio 2004                 | 26 settembre 2007               |
| 14                                  | 14                               | Donkeys Into Racehorses                 | Un asino da corsa                  | 29 febbraio 2004                 | 27 settembre 2007               |
| 15                                  | 15                               | Fir Not                                 | Il folletto birichino              | 7 marzo 2004                     | 28 settembre 2007               |
| 16                                  | 16                               | The Legend of Raloo                     | Scontro fra eroi                   | 14 marzo 2004                    | 1º ottobre 2007                 |
| 17                                  | 17                               | Sheep on the Loose                      | Piggley apprendista pastore        | 21 marzo 2004                    | 2 ottobre 2007                  |
| 18                                  | 18                               | Milk Melodrama                          | La trovata pubblicitaria           | 28 marzo 2004                    | 4 ottobre 2007                  |
| 19                                  | 19                               | No Girls Allowed                        | I cantastorie spaventosi           | 4 aprile 2004                    | 8 ottobre 2007                  |
| 20                                  | 20                               | New Best Friends                        | Nuovi amici                        | 11 aprile 2004                   | 5 ottobre 2007                  |
| 21                                  | 21                               | Treasure Hunt                           | La caccia al tesoro                | 18 aprile 2004                   | 3 ottobre 2007                  |
| 22                                  | 22                               | For Whom the Bell Trolls                | Il troll sotto il ponte            | 16 maggio 2004                   | 9 ottobre 2007                  |
| 23                                  | 23                               | A Little Bit of Something Extra! Extra! | I tre reporter                     | 23 maggio 2004                   | 10 ottobre 2007                 |
| 24                                  | 24                               | Ferny Gets a Crush                      | Ferdy innamorato                   | 30 maggio 2004                   | 11 ottobre 2007                 |
| 25                                  | 25                               | My Right Arm                            | La forza del prurito               | 20 giugno 2004                   | 12 ottobre 2007                 |
| 26                                  | 26                               | Lucky U                                 | Il ferro di cavallo                | 27 giugno 2004                   | 15 ottobre 2007                 |

### 2004–2005: 2ª stagione
| Numero dell'episodio nella stagione | Numero dell'episodio nella serie | Titolo originale dell'episodio       | Titolo italiano dell'episodio          | Prima TV originale dell'episodio | Prima TV italiana dell'episodio |
| ----------------------------------- | -------------------------------- | ------------------------------------ | -------------------------------------- | -------------------------------- | ------------------------------- |
| 1                                   | 27                               | Ferny Wears a Star                   | La regola del gioco                    | 5 settembre 2004                 | 16 ottobre 2007                 |
| 2                                   | 28                               | Molly Had a Little Lamb              | Molly e l'agnellino                    | 12 settembre 2004                | 17 ottobre 2007                 |
| 3                                   | 29                               | Trial and Error                      | Il processo                            | 19 settembre 2004                | 18 ottobre 2007                 |
| 4                                   | 30                               | Rain, Rain Go Away                   | Una giornata piovosa                   | 26 settembre 2004                | 19 ottobre 2007                 |
| 5                                   | 31                               | A Touch of Spain                     | Fiesta!                                | 3 ottobre 2004                   | 22 ottobre 2007                 |
| 6                                   | 32                               | Dannan's American Cousin             | Visita dall'America                    | 10 ottobre 2004                  | 23 ottobre 2007                 |
| 7                                   | 33                               | Waking Thor                          | Il pesciolino Thor                     | 31 ottobre 2004                  | 24 ottobre 2007                 |
| 8                                   | 34                               | Father's Day                         | Tutti al lavoro!                       | 7 novembre 2004                  | 25 ottobre 2007                 |
| 9                                   | 35                               | Growing Pains                        | Un giorno da grande                    | 28 novembre 2004                 | 26 ottobre 2007                 |
| 10                                  | 36                               | Dannan Does a Jig                    | Lezioni di danza                       | 26 dicembre 2004                 | 29 ottobre 2007                 |
| 11                                  | 37                               | Searching for a Shamrock             | Il trifoglio scomparso                 | 9 gennaio 2005                   | 1º novembre 2007                |
| 12                                  | 38                               | Wish Upon a Story (Part One)         | Ti racconto una storia (parte prima)   | 16 gennaio 2005                  | 30 ottobre 2007                 |
| 13                                  | 39                               | Wish Upon a Story (Part Two)         | Ti racconto una storia (parte seconda) | 23 gennaio 2005                  | 31 ottobre 2007                 |
| 14                                  | 40                               | The Creepy Cabbages of County Galway | Un sogno del cavolo                    | 30 gennaio 2005                  | 2 novembre 2007                 |

### 2006–2007: 3ª stagione
| Numero dell'episodio nella stagione | Numero dell'episodio nella serie | Titolo originale dell'episodio         | Titolo italiano dell'episodio | Prima TV originale dell'episodio | Prima TV italiana dell'episodio |
| ----------------------------------- | -------------------------------- | -------------------------------------- | ----------------------------- | -------------------------------- | ------------------------------- |
| 1                                   | 41                               | The Haunted Shipwreck                  | Il fantasma del capitano      | 18 settembre 2006                | 5 novembre 2007                 |
| 2                                   | 42                               | The Monkey                             | Caccia al gorilla             | 19 settembre 2006                | 6 novembre 2007                 |
| 3                                   | 43                               | Judging a Book by its Cover            | Le gioie della lettura        | 20 settembre 2006                |                                 |
| 4                                   | 44                               | Return of the Raloo Rockers            | Il vero talento               | 21 settembre 2006                | 9 novembre 2007                 |
| 5                                   | 45                               | How Much is that Dragon in the Window? | Un amico per Ferdy            | 22 settembre 2006                | 12 novembre 2007                |
| 6                                   | 46                               | Mi Galeon                              | Il capolavoro di papà         | 25 settembre 2006                | 14 novembre 2007                |
| 7                                   | 47                               | The Gift                               | Buon compleanno Piggley!      | 26 settembre 2006                |                                 |
| 8                                   | 48                               | Tale Spinner                           | Il drago sputafuoco           | 27 settembre 2006                |                                 |
| 9                                   | 49                               | Hector's Hero                          | Legati per la vita            | 15 gennaio 2007                  |                                 |
| 10                                  | 50                               | Macarooned                             | Il capitano goloso            | 18 gennaio 2007                  |                                 |
| 11                                  | 51                               | Mind your Manners                      | Lezione di galateo            | 19 gennaio 2007                  | 16 novembre 2007                |
| 12                                  | 52                               | The World According to Molly           | Il diario di zia Molly        | 23 gennaio 2007                  | 20 novembre 2007                |